# Selenge (distrikt i Mongoliet)
Selenge (mongoliska: Сэлэнгэ Сум, Сэлэнгэ) är ett distrikt i Mongoliet.   Det ligger i provinsen Bulgan, i den centrala delen av landet, 270 km nordväst om huvudstaden Ulaanbaatar.